# 杨河乡 (庄浪县)
杨河乡，是中华人民共和国甘肃省平凉市庄浪县下辖的一个乡镇级行政单位。

## 行政区划
杨河乡下辖以下地区：
李庄村、杨河村、马阳洼村、大庄村、元咀村、张沟村、逯岔村、沈岔村、寺岔村、王湾村、关湾村、李润村和马寺村。